# Mifos
Mifos  es una iniciativa de la Fundación Grameen y a la vez un software financiero producido para la industria de las microfinanzas. El software proporciona funcionalidad clave para instituciones de microfinanzas: administración de clientes, administración de cartera, seguimiento del reembolso del préstamo, tasa y transacciones de ahorro y generación de informes. (Originalmente el nombre "Mifos" proviene de un acrónimo "MIcro Finance Open Source", pero ahora se utiliza como el nombre, en lugar de un acrónimo). El producto está apoyando a más de 750.000 clientes de microfinanzas a través de las instituciones de microfinanciación a fecha 14 de septiembre de 2010 y sigue aumentando su presencia en todo el mundo. Para ampliar el alcance del producto, la Fundación Grameen lanzó MIFOS en la nube en julio de 2010. El 1 de junio de 2011, la Fundación Grameen anunció que pondría fin a su participación directa en la Iniciativa Mifos y transferiría el proyecto a su propia organización, la Iniciativa Mifos, que ahora controla los proyectos Mifos y Mifos X.

## Calificaciones y premios
- Mifos ganó el Duke's Choice Award (Premio de Duke) en 2009 de "tecnología Java para la comunidad de software libre" ("Java Technology for the Open Source Community").[4]

- Mifos participó en el Google Summer Of Code 2009.[5] y 2010[6]

## Colaboraciones
- IBM es socio de la Fundación Grameen en cuanto a expandir su plataforma Open Source de banca microfinanciera y ayudar a erradicar la pobreza.[7]
- Fundación Grameen y ThoughtWorks trabajan conjuntamente para ampliar la plataforma de tecnología de microfinanzas a comunidades globales.[8]
- El informe de responsabilidad corporativa Grameen Microfinance Open Source - Corporate Citizenship Report 2007 afirma que su colaboración está haciendo a Mifos fácilmente desarrollable y escalable para servir a más instituciones y clientes.[9]

Fundación Grameen y SunGard unen sus fuerzas para el adelanto de la tecnología de apoyo en microfinanzas

## Instituciones que usan Mifos
- Koota Grameen
- Adhikar
- Conserva (Consultores de Servicios Varios S.A. de C.V. SOFOM E. N. R.)
- Nirantara FinAccess

## Mifos en noticias
- (en inglés) Mifos -open source software for microfinance in new avatar